# Arjosari (Adimulyo)
Arjosari is een bestuurslaag in het regentschap Kebumen van de provincie Midden-Java, Indonesië. Arjosari telt 810 inwoners (volkstelling 2010).